# Piszczałka podwójnostroikowa
Piszczałka podwójnostroikowa, pierdziel, rożek wierzbowy, trąbka wierzbowa – polski ludowy instrument dęty wykonany z płata kory wierzbowej, rzadziej lipowej lub olszowej. 

## Budowa
Jest to instrument zaliczany do aerofonów stroikowych. Posiada koniczny korpus bez otworów palcowych oraz podwójny stroik ("bekas") umieszczany w węższym wlocie korpusu. Wykonuje się go ze zwiniętego spiralnie pasma kory, najczęściej wierzbowej, które w szerszym miejscu spina się drewnianą szpilką ("kolcem"). Rożki wierzbowe wykonywano sezonowo, tylko na wiosnę, kiedy kora drzew jest świeża i elastyczna. Po pewnym czasie rożek się "rozsycha" i staje się nieszczelny, a wtedy nie nadaje się już od gry.

## Obszar występowania
Pierdziel występuje powszechnie w całej Polsce, jednak najwięcej egzemplarzy zachowało się z Mazowsza, Kurpiów i Wielkopolski. Obecnie egzemplarze pierdziela znajdują się w Muzeum Ludowych Instrumentów Muzycznych w Szydłowcu, w Muzeum Instrumentów Muzycznych w Poznaniu oraz w Muzeum Etnograficznym w Warszawie. Pierdziel pojawia się także w kolekcji Szkolnego Muzeum Gwizdka w Gwizdałach oraz w zbiorach Antoniego Kani w Galerii Instrumentów Folkowych w Grodzisku Mazowieckim. Dwa instrumenty o takiej samej budowie znajdują się także w Muzeum Etnograficznym Istrii w Chorwacji.

## Funkcje
Rożek wierzbowy pełnił niegdyś funkcję sygnalizacyjną w pasterstwie. Często grywały na nim małe dzieci, są bowiem bardzo łatwe do wykonania. Obecnie służy raczej jako zabawka. Adam Chętnik zawiera w swojej publikacji także informację, że służy do głośnego grania. Pierdziela spotkał taki sam los jak inne aerofony ludowe – zostały wyparte przez instrumenty wytwarzane profesjonalnie, zatrzymując jedynie funkcje instrumentu pasterskiego i zabawki.